# Sança Sanxes
Sança Sanxes de Pamplona (Navarra, ?–Castella, 960) va ser una noble navarresa, filla del rei Sanç I de Pamplona. A través de matrimonis, va ser reina consort de Lleó (923-924), comtessa consort d'Àlaba (925-931) i de Castella (932-959).

## Orígens
Va ser la tercera dels fills del rei de Pamplona Sanç I i de la reina Toda Asnar i, consegüentment, germana del següent monarca, Garcia Sanxes I.

## Matrimonis
En opinió de Gonzalo Martínez Díez, Sança va ser objecte, juntament amb les seves germanes Urraca i Ònnega, d'una important estratègia matrimonial de la seva mare.

### Reina consort de Lleó
Encara sent força jove, el 923, en va demanar la mà el rei Ordoni II de Lleó, monarca que tenia ja 50 anys, després d'haver donat suport al rei de Pamplona en la conquesta de les terres de Nájera i Viguera. Malgrat el seu alt grau de parentesc, el casament es va celebrar poc després. D'acord amb el cronista de Sampiro, la relació era convenient per al rei lleonès, que acabava de repudiar a la seva esposa, Aragonta González, i amb el nou matrimoni refermava la relació amb Navarra. Tanmateix, el matrimoni només va durar un any, Ordoni va morir l'estiu de 924.

### Comtessa d'Àlaba i Castella
Vídua després de la mort d'Ordoni, va casar-se amb el comte Àlvar Herrameliz d'Àlaba, del qual consta com a esposa el 931. Amb aquest noble va tenir dos fills, Gonçal i Sanç. Àlvar va morir durant la guerra civil de 931-932. Immediatament, el mateix 932 o a començaments del 933, encara va contraure terceres núpcies amb el comte de Lara, més tard de Castella, Ferran González. Amb el comte va tenir diversos fills:
- Gonçal (?–959)[4]
- Sanç (?–956)[4]
- Garcia I (938-995), comte de Castella.[1]
- Urraca (?–1007), reina consort de Lleó i de Pamplona.[1][4]
- Fronilda (?–1014)
- Nunó o Munio, capellà.[4]
- Múnia, comtessa consort de Saldaña.[4]

## Mort
Sança va morir l'any 960. El seu vidu va casar-se després amb Urraca Garcés, filla de Garcia Sanxes I de Pamplona i neboda de Sança.